# Ivan Pecha
Ivan Pecha (* 23. ledna 1986 Bratislava, Československo) je slovenský fotbalový obránce od ledna 2014 působící v FC Oțelul Galați. Fotbalový cestovatel, prošel vícero kluby na Slovensku, v Rumunsku, Bělorusku, Ázerbájdžánu, Lotyšsku.

## Klubová kariéra
Pecha svoji fotbalovou kariéru začal v ŠK Slovan Bratislava, poté hrál na Slovensku ještě v FC Senec.
Následovala zahraniční angažmá, postupně FC Ceahlăul Piatra Neamț, (Rumunsko), FK BATE (Bělorusko), FK Xəzər Lənkəran (Ázerbájdžán), FK Neman Hrodna (Bělorusko), Ravan Baku (Ázerbájdžán), FK Liepājas Metalurgs (Lotyšsko), FC Oțelul Galați (Rumunsko).